# Gaj (powiat de Sochaczew)
Pour les articles homonymes, voir Gaj.
Gaj [ɡai̯] est un village polonais de la gmina de Teresin dans le powiat de Sochaczew et dans la voïvodie de Mazovie.
Il est situé approximativement à 3 kilomètres à l'ouest de Teresin, 11 kilomètres à l'est de Sochaczew, et à 43 kilomètres à l'ouest de Varsovie.